# Freddy Heineken
Alfred Henry (Freddy) Heineken (Amsterdam, 4 november 1923 – Noordwijk, 3 januari 2002), zoon van Henry Pierre Heineken, was een Nederlandse grootaandeelhouder en directeur van Heineken, de bierbrouwerij van zijn grootvader Gerard Adriaan Heineken.

## Afstamming
Officieel is Freddy Heineken de kleinzoon van Maria Tindal (uit het adellijke geslacht Tindal) en Gerard Heineken. Onderzoek uit 2014 zou echter uitgewezen hebben dat zijn vader Henry Pierre een buitenechtelijk kind was en dus geen echte Heineken. Zijn biologische grootvader zou Julius Petersen zijn. Na het overlijden van Gerard Heineken in 1893, trouwde Petersen in 1895 met Maria Tindal, nadat ze reeds langer minnaars waren.

## Loopbaan
Heineken genoot zijn opleiding aan de HBS op het Kennemer Lyceum in Overveen. Hij kwam in dienst van Heineken in 1941. Op dat moment was het bedrijf niet meer in bezit van de familie. Enkele jaren later kocht hij aandelen terug waardoor de familie weer een meerderheid van de aandelen van de onderneming in bezit kreeg. Om de zeggenschap over de onderneming bij de gewenste vergroting van het kapitaal te behouden, richtte hij vervolgens Heineken Holding op, die net iets meer dan 50% van de aandelen Heineken bezat terwijl hijzelf weer een meerderheid van de aandelen Heineken Holding aanhield. Later werd hij hoofd van de directie en toen hij in 1989 als zodanig terugtrad, was Heineken uitgegroeid tot een wereldwijd bekend merk. Zelf hield hij zich graag ook bezig met de marketing van Heineken. Zo bedacht hij onder andere de 'lachende' eerste 'e' en de slogan "Heerlijk, Helder, Heineken". Hij zei weleens: "Als ik niet bij Heineken was gaan werken dan was ik de reclame ingegaan".
Heineken overleed op 3 januari 2002 op 78-jarige leeftijd. Hij was in 1948 getrouwd met de Amerikaanse Lucille Cummins (1925-2020). Hun dochter Charlene de Carvalho was zijn erfgename. Heineken werd op de Algemene Begraafplaats in Noordwijk aan Zee begraven.

## Functies binnen Heineken
Hij kwam in dienst van Heineken NV en vervulde diverse functies tussen 1942 en 1951, daarna commissaris (1951-1958), gedelegeerd commissaris (1958-1964) Heineken NV, voorzitter en gedelegeerd lid raad van beheer (1962-2002), lid raad van bestuur (1964-1969), vicevoorzitter raad van bestuur (1969-1971), voorzitter raad van bestuur (1971-1989), voorzitter raad van commissarissen en gedelegeerd commissaris Heineken Holding NV (1989-1995).

## Functies in het bedrijfsleven
Oprichter-directeur van filmmaatschappij Cineuropa BV (1963-1968); lid van de raad van commissarissen van Thyssen Bornemisza SAM, van de SHV, British Petroleum Maatschappij Nederland BV en de Algemene Bank Nederland.

## Maatschappelijke functies
Vicepresident van de Corviglia Ski Club in Sankt Moritz; bestuurslid van onder meer de Amsterdamse Stichting voor de Historische Wetenschappen; lid van de kunstenaarssociëteit De Kring.

## Heinekenprijs
Heineken was erg geïnteresseerd in wetenschap en technologie. Hij stelde daarom, net als zijn vader Henry Pierre Heineken, verschillende Heinekenprijzen in.

## Filmproducent
In 1963 produceerde Heineken de film Als twee druppels water van regisseur Fons Rademakers. Hij heeft zelf een cameo in de film. Een van de hoofdrollen werd gespeeld door Nan Los, een KLM-stewardess met wie hij een verhouding had. In 1969 verbood Heineken de openbare vertoning van de film 'om persoonlijke redenen'. De meest plausibele verklaring is dat dit een reactie was op het huwelijk van Los met autocoureur Gerard van Lennep. Pas in 2003, na de dood van Heineken, werd de film weer voor vertoning vrijgegeven, op televisie uitgezonden en vervolgens op dvd uitgebracht.

## Eurotopia
Heineken gaf aan de Leidse geschiedkundige Henk Wesseling de opdracht een kaart te ontwerpen voor de Europese Unie, waar alle deelstaten zouden bestaan uit regio's en niet uit staten, het zogenaamde Eurotopia. Dit plan werd uitgewerkt door de Leidse historicus Wim van den Doel.

## Ontvoering
In 1983 werd hij met zijn chauffeur Ab Doderer slachtoffer van ontvoering. Ondanks betaling van een losgeld van 35 miljoen gulden (circa 16 miljoen euro) werden beiden niet vrijgelaten. Na een anonieme tip werden zij door de politie gevonden in een loods in het Amsterdamse havengebied. De ontvoerders bleken Cor van Hout, Willem Holleeder, Frans Meijer en Jan Boellaard te zijn. Martin Erkamps verrichtte hand-en-spandiensten. Het grootste deel van het losgeld werd later teruggevonden in de Zeisterbossen.

## Onderscheidingen
Hij ontving het eredoctoraat in de rechten van de Universiteit van Rochester in 1989, de eretitel Master of Business Administration van INSEAD in 1989 en het eredoctoraat Doctor of Humane Letters van de Hofstra Universiteit te Hempstead, New York in 1996.

## Vernoeming
Op 16 december 2005 is brug nummer 84 in Amsterdam vernoemd in de Freddy Heinekenbrug. Deze brug bevindt zich tegenover de voormalige Heineken brouwerij, nu in gebruik voor rondleidingen, maar ook vlak bij het hoofdkantoor van Heineken. Achter de voormalige brouwerij bevindt zich het Heinekenplein. Officieel is dit vernoemd naar de schilderes Marie Heineken.

## Biografisch portret
- 99 markante ondernemers. Stichting Onderzoek Beste Bedrijven, Amsterdam (cop. 1996). ISBN 90-5594-069-0.
- Barbara Smit (2014). Heineken : een leven in de brouwerij. Prometheus Bert Bakker. ISBN 978-90-351-4109-4.
- ANP Bio's, 'Heineken, dr. A.H.' (versie 4 januari 2002)
- Annejet van der Zijl, Yde Bouma (2014). Gerard Heineken : de man, de stad en het bier. Em. Querido's Uitgeverij BV, Amsterdam. ISBN 978-90-214-5544-0.
- Anne-Mieke Schutten (2007 [i.e. 2006]). 'Geef mij maar een slappe whisky' : Freddy Heineken, een biografische schets. Aspekt, Soesterberg. ISBN 90-5911-435-3.